# Vouria Ghafouri
Vouria Ghafouri (Sanandaj, 20 de setembro de 1987) é um futebolista iraniano que atua como lateral. Atualmente defende o Esteghlal.

## Carreira
Vouria Ghafouri representou a Seleção Iraniana de Futebol na Copa da Ásia de 2015.